# Running Water (Dakota del Sur)
Running Water es un lugar designado por el censo ubicado en el condado de Bon Homme en el estado estadounidense de Dakota del Sur. En el Censo de 2010 tenía una población de 36 habitantes y una densidad poblacional de 6,65 personas por km².

## Geografía
Running Water se encuentra ubicado en las coordenadas 42°46′56″N 97°58′54″O / 42.78222, -97.98167. Según la Oficina del Censo de los Estados Unidos, Running Water tiene una superficie total de 5.42 km², de la cual 5.42 km² corresponden a tierra firme y (0%) 0 km² es agua.

## Demografía
Según el censo de 2010, había 36 personas residiendo en Running Water. La densidad de población era de 6,65 hab./km². De los 36 habitantes, Running Water estaba compuesto por el 100% blancos, el 0% eran afroamericanos, el 0% eran amerindios, el 0% eran asiáticos, el 0% eran isleños del Pacífico, el 0% eran de otras razas y el 0% pertenecían a dos o más razas. Del total de la población el 0% eran hispanos o latinos de cualquier raza.